# Женская сборная Ирландии по регби
Женская сборная Ирландии по регби (англ. Ireland women's national rugby union team) — национальная сборная, представляющая остров Ирландия (Республику Ирландия и Северную Ирландию) на женском Кубке шести наций и женском чемпионате мира. Дважды победительница женского Кубка шести наций: 2013 года (обладательницы Тройной короны и Большого шлема) и 2015 года (только Тройная корона). Заняли 4-е место на чемпионате мира по регби 2014 года, победив на групповом этапе Новую Зеландию. Участвовала в 2017 году в чемпионате мира как страна-хозяйка. Управляется с 2009 года Ирландским регбийным союзом (до этого управлялась Ирландским женским регбийным союзом).

## История

### Ранние годы
Ирландский женский регбийный союз появился в 1991 году. 14 февраля 1993 года Ирландия провела свою первую игру против Шотландии, которая проводила также свой дебютный матч. Игра прошла на эдинбургском стадионе «Рэбёрн Плейс» в присутствии тысячи зрителей: ирландскую сборную вывел в качестве тренера Ален Ролланд, шотландскую — Сэнди Кармайкл; капитаном ирландцев была Джилл Хендерсон (англ. Jill Henderson). Шотландки победили 10:0 благодаря двум попыткам своего капитана Сандры Коламартино. 13 февраля 1994 года ирландки сыграли первый домашний матч на стадионе «Кингспан» против тех же шотландок, но проиграли опять 0:5.
В 2001 году Ирландский женский регбийный союз стал частью Ирландского регбийного союза, а в 2008 году состоялось окончательное слияние: с 2009 года женская сборная управляется Ирландским регбийным союзом.

### На чемпионатах мира
Ирландия участвовала во всех женских чемпионатах мира, начиная с розыгрыша 1994 года. 13 апреля 1994 года состоялась их дебютная игра на чемпионате мира: ирландки победили студенческую команду Шотландии со счётом 18:5. В 2014 году ирландки заняли 4-е место на чемпионате мира, что стало их лучшим результатом: в группе B в стартовом матче они обыграли США 23:17, а затем во втором матче сенсационно победили действовавших чемпионок мира из Новой Зеландии 17:14 (попытки занесли Хизер О’Брайан и Элисон Миллер, две реализации и штрафной забила Нив Бриггз). Это была первая победа ирландских регбисток над новозеландскими и лишь второй в истории случай, когда новозеландская сборная в принципе проигрывала ирландскому клубу или сборной Ирландии (после победы «Манстера» в 1978 году над «Олл Блэкс»), а также второе поражение женской сборной Новой Зеландии на турнирах, которое назвали одной из самых крупных сенсаций в истории женских чемпионатов мира. Ирландки закрепили свой выход в полуфинал, выиграв у Казахстана со счётом 40:5. Однако в полуфинале ирландки проиграли Англии 7:40, а в игре за 3-е место уступили Франции 18:25.

### На Кубках шести наций
Ирландия приняла участие в самом первом розыгрыше женского Кубка шести наций в 1996 году, когда он назывался Кубком домашних наций или Чемпионатом домашних наций (англ. Home Nations Championship}). Дебютный матч состоялся 21 января 1996 года против Шотландии. На протяжении долго времени ирландки не являлись претендентами на победу, не поднимаясь выше третьего места; в 2000 и 2001 годах они не выступали на Кубке пяти наций, как он тогда назывался (их заменяла Испания), а ещё пять раз они умудрились занять последнее место и получить «деревянную ложку». В 2002 году ирландки проиграли Англии 0:79, потерпев крупнейшее в своей истории поражение. Только в розыгрыше 2005 года они одержали первую победу, обыграв Уэльс со счётом 11:6. 10 марта 2007 года Ирландия победила Шотландию впервые в рамках Кубка шести наций (18:6) на стадионе «Меггетланд», а в 2009 году взяла верх над Францией впервые в своей истории.
Кубок шести наций принёс Ирландии первую в её истории абсолютную победу: команда выиграла Кубок, победив во всех пяти встречах и завоевав женскую Тройную корону (победы над другими «домашними» нациями) и Большой шлем (за победу во всех матчах). Ирландки сыграли следующие встречи:
- 3 февраля:  Уэльс[англ.] (12:10)
- 9 февраля:  Англия (25:0) — все пять попыток занесла Элисон Миллер[англ.][14]
- 23 февраля:  Шотландия (30:3) — первая Тройная корона в истории женской сборной Ирландии[15][16]
- 8 марта:  Франция[англ.] (15:10)[17]
- 9 марта Италия не смогла обыграть Англию, что сенсационно принесло досрочную победу в Кубке шести наций ирландкам[18].
- 17 марта:  Италия[англ.] (6:3) — Ирландия выигрывает Большой шлем, опережая занявшую 2-е место Францию на 4 очка; пятую победу подряд приносят два штрафных в исполнении Нив Бриггз[англ.][19]. Матч прошёл в День Святого Патрика[19][20][21].

В 2015 году Ирландия выиграла свой второй Кубок шести наций, но не взяла Большой шлем в этот раз. По итогам последнего тура Ирландия и Франция сравнялись по очкам, выиграв по 4 встречи из 5, однако Ирландии для победы в чемпионате надо было обыграть Шотландию с разницей не менее 27 очков, что ирландки и сделали, победив 73:3 шотландок и одержав крупнейшую в своей истории победу.

### На чемпионатах Европы
С 1997 по 2008 годы ирландки выступали на чемпионате Европы. В 2008 году они взяли бронзовые медали, победив Францию: при счёте 22:22 победу присудили ирландкам по попыткам (4 попытки у Ирландии против 3 у Франции). В 2004 году они завоевали Тарелку турнира, заняв 5-е место и обыграв в финале мини-турнира Испанию 20:12.

## Статистика выступлений
По состоянию на 28 октября 2020 года
| Противник      | Игры | Победы | Ничьи | Проигрыши | Процент побед % |
| -------------- | ---- | ------ | ----- | --------- | --------------- |
| Австралия      | 5    | 2      | 0     | 3         | 40 %            |
| Англия         | 28   | 2      | 0     | 26        | 7,14 %          |
| Германия       | 3    | 3      | 0     | 0         | 100 %           |
| Испания        | 9    | 4      | 0     | 5         | 44,44 %         |
| Италия         | 18   | 16     | 0     | 2         | 88,89 %         |
| Казахстан      | 5    | 2      | 0     | 3         | 40 %            |
| Канада         | 3    | 1      | 0     | 2         | 33,33 %         |
| Нидерланды     | 3    | 3      | 0     | 0         | 100 %           |
| Новая Зеландия | 2    | 1      | 0     | 1         | 50 %            |
| Самоа          | 1    | 0      | 0     | 1         | 0 %             |
| США            | 7    | 2      | 0     | 5         | 28,57 %         |
| Уэльс          | 27   | 12     | 0     | 15        | 44,44 %         |
| Франция        | 28   | 3      | 1     | 24        | 10,71 %         |
| Шотландия      | 29   | 14     | 0     | 15        | 48,28 %         |
| ЮАР            | 1    | 1      | 0     | 0         | 100 %           |
| Япония         | 4    | 3      | 0     | 1         | 75 %            |
| Итого          | 173  | 69     | 1     | 103       | 39,88 %         |

## Тренеры
| Имя тренера     | Годы работы |
| --------------- | ----------- |
| Ален Ролланд    | 1993        |
| Джонни Нири     | 1998        |
| Филип Дойл      | 2003-2006   |
| Джон О’Салливан | 2006-2008   |
| Стивен Хеннесси | 2009-2010   |
| Филип Дойл      | 2010-2014   |
| Том Тирни       | 2014-2017   |
| Адам Григгс     | 2017-н.в.   |

## Достижения
- Кубок шести наций среди женщин[англ.]
  - Чемпионки: 2013[англ.], 2015[англ.]
  - Обладательницы Большого шлема: 2013[англ.]
  - Обладательницы Тройной короны: 2013[англ.], 2015[англ.]
- Чемпионат Европы по регби среди женщин[англ.]:
  - Бронзовые призёры: 2008[англ.]